# Инициатива за свободни цитати
Инициатива за свободни цитати – (I4OC) (на английски: Initiative for Open Citations) е обществено начинание за безусловен свободен достъп до данните за цитиране в научно-изследователската и академична литература. Проектът е лансиран и подкрепян от издателства, изследователски институции и други, заинтересовани в обективните данни относно връзките между публикации, осъществявани чрез цитиране.
Инициаторите на проекта са:
- Wikimedia Foundation
- OpenCitations
- PLOS
- eLife
- DataCite
- The Centre for Culture and Technology при Австралийския университет „Къртин“

Инициативата става особено актуална след като се изяснява, че в последните години са развивани неетични практики, водещи до изкривяване в обичайното за науката цитиране. Една от ключовите бази с данни за цитиранията е в създадената в Оксфорд през 1999 г. организация Crossref (formerly styled CrossRef) Голямото издателство Елзевир, с чиято дейност е обвързан значим дял от цитирането, отказва поканата да участва. В последните години обаче неговото име обаче твърде често се свързва с разкритие за порочни практики свързани с на манипулиране на цитирането. В края на 2019 г. в авторитетното списание Нейчър излиза радакционна статия с призива: „Да освободим данните за цитиране“ (Set citation data free).